# Most Wanted Christmas 2016
Most Wanted Christmas 2016 er et dansk opsamlingsalbum med julemusik udgivet den 4. november 2016 på Universal Music. Coveret er det karakteristiske  blå snelandskab og Tuborg-julemand (med en selfie-stang i hånden), designet af Wibroe, Duckert & Partners.
I serien medvirker følgende sange for første gang: "Der' noget i december" (2015) med Rasmus Seebach, "Endelig jul" (2015) med Morten Remar, og "Sommersne" (2015) med Kaae + Petersen. Robbie Williams' "Walk This Sleigh" medvirker for første gang siden Absolute Christmas 2001 og NOW Christmas 2004.

## Spor

### CD 1
- John Lennon & Yoko Ono with The Harlem Community Choir - "Happy Xmas (War Is Over)"
- Rasmus Seebach - "Der' noget i december"
- Mariah Carey feat. Justin Bieber - "All I Want for Christmas Is You"
- Drengene Fra Angora - "Jul i Angora"
- Band Aid - "Do They Know It's Christmas?"
- Anden - "Jul på Vesterbro"
- Ariana Grande - "Last Christmas"
- Diskofil - "Til julebal i Nisseland"
- Mel & Kim - "Rockin' Around the Christmas Tree"
- Sukkerchok - "Hele julenat, hele juledag"
- Elton John - "Step into Christmas"
- Martin Brygmann & Maria Lucia - "Julen rammer som en lammer"
- Bryan Adams - "Merry Christmas"
- Caroline Henderson - "Vil du være min i nat"
- Robbie Williams - "Walk This Sleigh"
- Michael Falch - "Tænd december
- Bill Haley & His Comets - "Jingle Bell Rock"
- You Know Who - "Finally It’s Christmas Again"
- Toni Braxton & Babyface - "Have Yourself a Merry Little Christmas"
- Jackson 5 - "Santa Claus Is Coming to Town"
- Morten Remar - "Endelig jul"
- Dean Martin - "White Christmas"
- Tuborg Juleband  - "Tuborg Julebryg Jingle"(skjult spor)

### CD 2
- Slade - "Merry X-Mas Everybody"
- De Nattergale - "The Støvledance (The Phony Remix)"
- George Michael - "December Song (I Dreamed of Christmas)"
- D-A-D - "Sad Sad X-Mas"
- Paul McCartney - "Wonderful Christmastime"
- Sys Bjerre - "Det'cember" (Rap-version)
- Michael Ball - "Driving Home For Christmas"
- Shu-Bi-Dua - "Den himmelblå"
- The Pussycat Dolls - "Santa Baby"
- Alphabeat - "X-Mas (Let's Do It Again)
- Billy Mack (Bill Nighy) - "Christmas Is All Around"
- Rod Stewart feat. Trombone Shorty - "Red-Suited Super Man"
- Me & My - "Too Much Christmas"
- Tom Jones & Cerys Matthews - "Baby, It's Cold Outside"
- Aqua - "Spin Me a Christmas"
- Girls Aloud - "Not Tonight Santa"
- Joss Stone - "All I Want for Christmas"
- Kaae + Petersen - "Sommersne" (fra filmen Emma og Julemanden - Jagten på Elverdronningens hjerte)
- Lady Gaga feat. Space Cowboy - "Christmas Tree"
- The Beach Boys - "Little Saint Nick"
- John Mogensen - "Bjældeklang" / "Kender I den om Rudolf"
- Sheryl Crow - "Merry Christmas, Baby"
- ABBA - "Happy New Year (bonus spor)

## Hitlister og certificeringer

### Hitlister
| Hitliste (2016)              | Højeste placering |
| ---------------------------- | ----------------- |
| Danmark (Compilation Top-10) | 1                 |

### Certificeringer
| Land (Organisation) | Certificering |
| ------------------- | ------------- |
| Danmark (IFPI)      | Platin        |